# Maduración de Ostwald

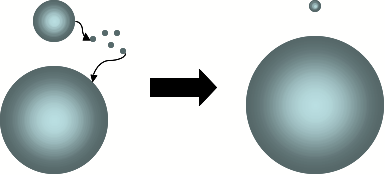
Esquemática básica del proceso de maduración de Ostwald

La maduración de Ostwald es un fenómeno observado en soluciones sólidas o líquidas de soles que describe el cambio de una estructura no homogénea con el tiempo. Con el tiempo, los cristales pequeños o partículas de sol se disuelven, y vuelven a depositar en grandes cristales o partículas de sol.
La disolución de cristales pequeños o partículas de sol y la redeposición de las especies disueltas en las superficies de los cristales más grandes o partículas de sol fue descrita por primera vez por Wilhelm Ostwald en 1896. La maduración de Ostwald se encuentra generalmente en agua en aceite emulsiones, mientras que la floculación se encuentra en emulsiones de aceite en agua.

## Mecanismo
Este proceso espontáneo, controlado termodinámicamente, se produce porque las partículas más grandes están energéticamente favorecidos con respecto a las más pequeñas. Esto proviene del hecho de que las moléculas en la superficie de una partícula son energéticamente menos estables que los que están en el interior. Consideremos un cristal cúbico simple de átomos: los átomos en el interior están unidos a 6 vecinos y son bastante estables, pero los átomos en la superficie solo se une a 5 vecinos o menos, lo que hace que estos átomos de la superficie menos estable. Las partículas grandes son más energéticamente favorable, ya que, de continuar con este ejemplo, más átomos se unen a 6 vecinos y un menor número de átomos en la superficie son desfavorables. A medida que el sistema intenta disminuir su energía en general, las moléculas en la superficie de una partícula pequeña (energéticamente desfavorable, con solo 3 o 4 o 5 vecinos unidos) tenderá a desprenderse de la partícula, como por la ecuación de Kelvin, y se difunden en la solución. Cuando todas las partículas pequeñas hacen esto, aumenta la concentración de moléculas libres en solución. Cuando las moléculas libres en solución se sobresatura, las moléculas libres tienen una tendencia a condensarse sobre la superficie de las partículas más grandes. Por lo tanto, las partículas más pequeñas se reducen, mientras que las partículas grandes crecen, y en general el tamaño medio irá en aumento. Como un tiempo infinito, la población entera de partículas se convierte en una partícula esférica grande para minimizar la superficie total.
En 1961, Lifshitz y Slyozov realizaron una investigación matemática de la maduración de Ostwald, en el caso donde la difusión de material es el más lento proceso. Empezaron diciendo cómo una sola partícula crece en una solución. Esta ecuación describe dónde está el límite entre las partículas pequeñas, la reducción de las partículas grandes y en crecimiento. Finalmente la conclusión de que el radio medio de las partículas ⟨R⟩, crece como sigue:
| Símbolo                           | Nombre                                                                        | Unidad      |
| --------------------------------- | ----------------------------------------------------------------------------- | ----------- |
| {\displaystyle \langle r\rangle } | Radio medio de todas las partículas                                           | m           |
| {\displaystyle \gamma }           | Tensión interfacial                                                           | N / m       |
| {\displaystyle V_{m}}             | Volumen molar del soluto                                                      | m3 / mol    |
| {\displaystyle S(\infty )}        | Solubilidad del soluto en la fase continua de una gota con curvatura infinita |             |
| {\displaystyle D}                 | Coeficiente de difusión del material de la partícula                          | m2 / s      |
| {\displaystyle t}                 | Tiempo                                                                        | s           |
| {\displaystyle R}                 | Constante de los gases ideales                                                | J / (K mol) |
| {\displaystyle T}                 | Temperatura absoluta                                                          | K           |

Obsérvese que la cantidad ⟨r⟩3 es diferente de ⟨r3⟩, y solo este último puede ser utilizado para calcular el volumen promedio, y que la afirmación de que ⟨r⟩ va como t1/3 se basa en ⟨r⟩0 siendo cero, pero debido a que la nucleación es un proceso separado del crecimiento, estos lugares ⟨r⟩0 fuera de los límites de validez de la ecuación. En contextos en los que el valor real de ⟨r⟩0 es irrelevante, un enfoque que respete los significados de los términos es tomar la derivada de la ecuación para eliminar math|⟨r⟩0 y t. Otro de ellos es para cambiar el ⟨r⟩0 a ⟨r⟩i con el tiempo inicial que tiene un valor positivo.
También se incluyen en la derivación Lifshitz y Slyozov es una ecuación para el tamaño de la función de distribución F (r,t) de las partículas. Por conveniencia, el radio de las partículas se divide por el radio medio para formar una nueva variable ρ = R (r⟩ -1
| Fórmula | Cuando                      |
| --- | --------------------------- |
| {\displaystyle f(\rho ,t)=\rho ^{2}\left({\frac {3}{3+\rho }}\right)^{\frac {7}{3}}\left({\frac {1.5}{1.5-\rho }}\right)^{\frac {11}{3}}\exp \left(-{\frac {\rho }{1.5-\rho }}\right)} | {\displaystyle 0<\rho <1.5} |
| {\displaystyle f(\rho ,t)=0} | {\displaystyle \rho >1.5}   |

Al mismo tiempo que Lifshitz y Slyozov publicaron sus resultados, Carl Wagner realizó su propia investigación matemática de maduración de Ostwald, examinando ambos sistemas donde la difusión era lento y también donde el acoplamiento y desacoplamiento en la superficie de la partícula era lento. A pesar de sus cálculos y el enfoque fue diferente, Wagner llegó a las mismas conclusiones que Lifshitz y Slyozov para los sistemas de difusión lenta. Esta duplicación pasó desapercibida durante años debido a que los dos trabajos científicos fueron publicados en los lados opuestos del Telón de Acero en 1961. No fue hasta 1975 que Kahlweit abordar el hecho de que las teorías eran idénticas y las combinó en la teoría Lifshitz-Slyozov-Wagner (o LSW) de maduración de Ostwald. Muchos de los experimentos y las simulaciones han demostrado que la teoría LSW es robusta y precisa. Incluso algunos sistemas que se someten a la descomposición espinodal se ha demostrado que cuantitativamente obedecen la teoría LSW después de las etapas iniciales de crecimiento.
Wagner deriva que cuando el acoplamiento y desacoplamiento de las moléculas es más lenta que la difusión, entonces la tasa de maduración se vuelve
{\displaystyle \langle r\rangle ^{2}={\frac {64\gamma c_{\infty }v^{2}k_{s}}{81RT}}t}
donde ks es la velocidad de reacción constante de unión con unidades de longitud por unidad de tiempo. Dado que el radio medio es generalmente algo que se puede medir en los experimentos, es bastante fácil de saber si un sistema está obedeciendo la ecuación de difusión lenta o la ecuación de unión lenta. Si los datos experimentales no obedece la ecuación, entonces es probable que otro mecanismo está teniendo lugar y maduración de Ostwald no está ocurriendo.
Aunque la teoría LSW y la maduración de Ostwald está concebida para la maduración de sólidos en un fluido, la maduración de Ostwald se observa también en sistemas líquido-líquido, por ejemplo, en un aceite-en-agua polimerización en emulsión. En este caso, la maduración de Ostwald hace que la difusión de monómeros (es decir moléculas individuales o átomos) de pequeñas gotitas en gotas más grandes debido a la mayor solubilidad de las moléculas de monómero en las gotitas de monómero más grandes. La tasa de este proceso de difusión está relacionada con la solubilidad del monómero en la continua fase de la emulsión (agua). Esto puede conducir a la desestabilización de las emulsiones (por ejemplo, por formación de nata y sedimentación).

## Ejemplos específicos

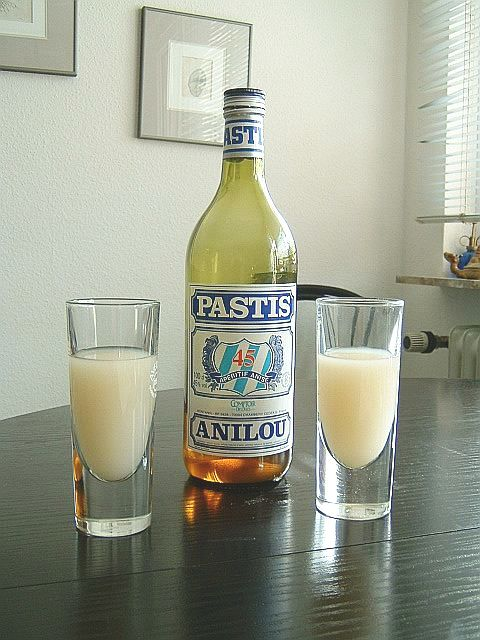
Gotitas de pastis mezcladas con agua crecerá por la maduración de Ostwald.

Un ejemplo cotidiano de maduración de Ostwald es la re-cristalización de agua dentro de helado que da a los helados viejos una textura arenosa, crujiente. Grandes cristales de hielo crecen a expensas de los más pequeños en el helado, creando una textura más gruesa.
Otro ejemplo en gastronómica es el efecto lechoso, donde las gotitas de una microemulsión nublado crecer por maduración de Ostwald.
En geología, es el engrosamiento de textura, el envejecimiento o el crecimiento de fenocristales y los cristales de roca sólida, que está por debajo de la temperatura de sólidus. A menudo se atribuye como un proceso en la formación de ortoclasa megacristales, como una alternativa a los procesos físicos que regulan el crecimiento de cristales de nucleación y la tasa de crecimiento termoquímicos limitaciones.
En química, el término se refiere al crecimiento de cristales más grandes de los de menor tamaño que tienen una solubilidad mayor que los más grandes. En el proceso, muchos pequeños cristales formados inicialmente desaparecen lentamente, excepto unos pocos que crecen, a expensas de los pequeños cristales. Los cristales más pequeños actúan como combustible para el crecimiento de cristales más grandes. Limitación de la maduración de Ostwald es fundamental en la tecnología moderna para la síntesis de la solución de los puntos cuánticos. La maduración de Ostwald también es el proceso clave en la digestión de precipitados, un paso importante en el análisis gravimétrico. El precipitado digerido generalmente es más puro y más fácil de lavar y filtrar.
La maduración de Ostwald también puede ocurrir en sistemas emulsión, con moléculas que se difunden desde pequeñas gotitas a grandes a través de la fase continua. Cuando se desea una miniemulsión, se añade un compuesto muy hidrófobo para detener este proceso.